# 核裂变

^{235}U 原子核的一种裂变过程，^{235}U原子核吸收一個中子，變成^{236}U原子核，然後^{236}U原子核裂变成二個快速運動的較小原子核，並釋放三個中子，同時也會產生伽马射线（圖中未繪出）

核分裂（nuclear fission）又称裂变反应（fission reaction），是指較重的（質量數較大的）原子核分裂成兩個以上较輕（質量數较小的）原子核的過程，屬於一種核反應或放射性衰變的形式。核裂变是由莉澤·邁特納、奥托·哈恩、弗里茨·施特拉斯曼及奥托·罗伯特·弗里施等科學家在1938年發現。
某些重原子核經中子撞擊後，會分裂成為兩個較輕的原子，同時釋放出數個中子，並且以γ射线的方式釋放光子。釋放出的中子再去撞擊其它的重原子核，從而形成連鎖反應而不斷分裂。原子核分裂時除放出中子還會放出大量熱能，核電廠用以發電的能量即來源於此。因此核裂变產物的結合能需大於反應物的結合能。這種人為誘發的核分裂屬於人工核反應的一種。鈾-235、鈾-233、鈽-239等核素受中子衝擊後即有高機率發生分裂，具有維持連鎖反應的能力，稱為易分裂材料，早期原子彈使用鈽-239為原料製成，而核電廠則大多利用鈾-235裂變作為熱力源。
除了人為刻意由中子撞擊誘發的核分裂外，某些重原子核不需要中子等外來因素的引發也會自發性地分裂，稱作自發分裂，屬於一種放射性衰變的形式。自發分裂主要發生在一些質量數非常高的核素，如鋦-250、鉲-254、鐨-256等。自發分裂的產物組成有相當的機率性甚至混沌性，和质子发射、α衰變、簇衰变等單純由量子穿隧產生的裂变不同，後面這些裂变的產物種類都是固定的。
元素的核裂变會使其變成另一種化學元素，因此核裂变也是核遷變的一種。分裂所形成的二個原子質量會有些差異，对常見的易裂变核素而言，形成的二個原子之質量比約為3:2。大部份的核裂变會形成二個原子，偶爾會有形成三個原子的核裂变，稱為三分裂變，大約每一千次會出現二至四次，其中形成的最小產物大小介於質子和氬原子核之間。
原子彈以及核电站的能量来源都是核裂变，这是因为核燃料受到中子撞擊引發核裂变時也會釋放中子，因此產生核連鎖反應，使核裂变持續進行。在核电站中，其能量產生速率控制在一個較小的速率，而在原子彈中能量以非常快速不受控制的方式釋放。由於每次核分裂釋放出的中子數量大於一個，因此若對鏈式反應不加以控制，同時發生的核分裂數目將在極短時間內以幾何級数形式增長。若聚集在一起的重核原子足夠多，將會瞬間釋放大量的能量。原子彈便應用了核分裂的這種特性。製成原子彈所使用的重核含量，需要在90%以上。
核能發電應用中所使用的核燃料，鈾-235的含量通常很低，大約在3%到5%，因此不會產生核爆。但核電廠仍需要對反應爐中的中子數量加以控制，以防止功率過高造成爐心熔毀的事故。通常會在反應爐的慢化劑中添加硼，並使用控制棒吸收燃料棒中的中子以控制核分裂速度。從鎘以後的所有元素都能分裂。
核分裂時，大部分的分裂中子均是一分裂就立即釋出，稱為瞬發中子，少部分則在之後（一至數十秒）才釋出，稱為延遲中子。
核燃料的自由能是相近质量的化学燃料如汽油的几百万倍，这使核裂变成为非常密集的能量来源。但是核裂变产物的放射性平均要比通常用作燃料裂变的重元素高的多，并持续得更长，因而引出核废料的问题。

## 簡介

### 機制

誘導核裂變事件，其中的慢中子被鈾235的原子核吸收，裂變成兩個快速移動，原子量較小的元素（核裂變產物）及更多的中子。大部份的能量變成核裂變產物及中子的動能

核裂变可以在沒有中子撞擊的情形下發生，這種核裂变稱為自發裂變，是一種少見的放射性衰變形式，只發生在幾種較重的核素中。
大部份的核裂变都是一種由中子撞擊誘發的核反應，反應物裂变為二個較小的原子核。核反應是依中子撞擊的機制所產生，不會依照自發裂變中相對較固定的指數衰減及半衰期特性所控制。
現今已經知道許多種類的核反應，核裂變和其他核反應最大的不同點是核裂變是由中子撞擊所產生，而產生的多個自由中子會撞擊其他核子，會啟動更多的核裂變，因此成為核連鎖反應（链反应的一種），有時可以控制一些條件來調整核連鎖反應的影響程度。
可以產生核連鎖反應的核素稱為核燃料，也稱為可裂变物质。其中最重要的是235U（鈾元素的同位素，原子量235），以及239Pu（鈽元素的同位素，原子量239），這些核燃料分裂後大部份會形成原子量在95及135左右的元素（核裂變產物）。大部份核燃料的自發裂變非常緩慢，透過α/β衰變鏈，時間從數千紀到數地質年代。在核反应堆或是核武中，大部的核裂變是由中子的撞擊產生，而核裂變也會產生中子，引發更多的核裂變。

### 鏈式反應

鏈式反應的圖。1.鈾-235原子吸收中子，裂變成兩個較小的新原子，釋放三個中子及結合能。 2.其中一個中子被鈾-238吸收，不會繼續鏈式反應，另一個中子沒有碰撞到其他的原子，最後一個中子碰撞到另一個鈾-235的原子核，釋放二個中子，繼續鏈式反應。3.這二個中子都碰撞到鈾-235的原子核，分別釋放1至3個中子，因此繼續鏈式反應

許多重元素，像是鈾、钍、钚，會有由放射性衰變產生的自發裂變，以及由中子引發的核反應。任何吸收中子可以發生核裂變的原子核稱為「可裂变物质」（fissionable），但可以吸收緩慢移動的熱中子發生核裂變的原子核才能稱為易裂变物质（fissile）。一些特別的可裂变物质及其同位素（像233U, 235U及239Pu）可以維持鏈式反應，而且可以提取足夠數量以供使用，這類的物質稱為核燃料。
所有可裂变物质及易裂变物质都會有部份原子出現自發裂变，釋出一些自由中子。自由中子的半衰期約15分鐘，之後會衰變為質子及β粒子，不過在半衰期之前中子就已撞擊到其他原子（新衰變的中子速度約為光速的7%，即使慢速的中子速度也是聲速的8倍。）。有些中子會撞擊原子，引發進一步的核裂变。若附近有足夠多的核燃料，或者中子維持的夠久，發射出來的中子數量比離開核燃料的中子要多，此即為持續核連鎖反應。
可以維持持續核連鎖反應的組件稱為臨界組件，若組件都是由核燃料組成，則稱為臨界質量。臨界一詞代表控制燃料中自由中子微分方程的尖點，若質量小於臨界質量，中子的數量是由放射性衰變決定，若質量大於臨界質量，中子的數量則是由連鎖反應決定。臨界質量的實際質量會受幾何形狀及週圍材料的影響。
不是所有可裂变物质都可以產生核連鎖反應，像238U是鈾元素中豐度最高的同位素，這是可裂变物质，不過不是易裂变物质。若有能量超過1 MeV的中子撞擊238U，會產生核裂变，不過其產生的中子能量大多數都無法再引發其他的裂变，因此這種同位素不會產生核連鎖反應。若用慢中子撞擊238U，238U會吸收中子（形成239U），並且會β衰變，形成239Np，之後會再以相同的程序衰變為239Pu。這也是中子增殖反应堆製造239Pu的方法。

### 核反應堆

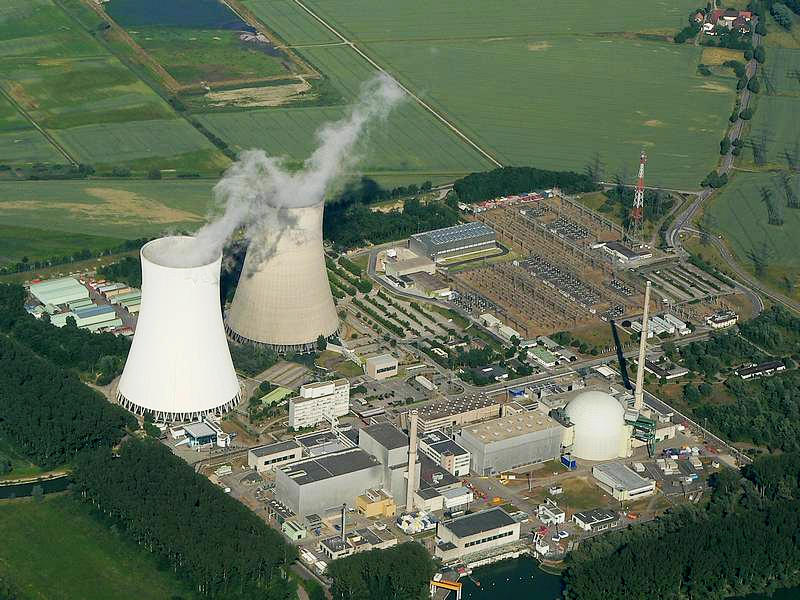
德國菲利普斯堡核電廠中的冷却塔

臨界核反應堆是最常見的核反應堆。在臨界核反應堆中，核燃料產生的中子會引發更多的核反應，因此維持可控制程度的能量。有些核反應堆無法自行持續產生核反應，稱為次臨界核反應堆。需利用核衰變或粒子加速器來引發核裂變。
臨界核反應堆興建的原因有以下的三種，目的可能是因為需要核裂變中產生的能量或是中子，因此在工程上有不同的考量：
- 核能發電希望取得核裂變中產生的能量，可能是發電廠供電用，也可能是核子動力潛艇的電源。
- 研究用核反應堆（英语：Research reactor）目的是取得中子及核放射性的元素，供科學、醫藥、工程或其他研究用途。
- 中子增殖反應爐目的是從高豐度的同位素中提煉核燃料，快中子增殖反應爐知名度較高，由自然界豐度高的238U（不是核燃料）中提煉239Pu。以往曾發展過熱中子增殖反應爐，用232Th提煉233U（釷燃料循環），仍在繼續發展中。

在原理上，所有的核反應堆都可以達到上述的三種目的，但在實務上，這三個的工程目的會互相衝突，大部份的核反應堆只會考慮其中一個目的（以往有些試圖達到所有目的的核反應堆，例如Hanford N-reactor，後來已沒有使用）。核能發電是將核裂變產物動能轉換為熱能，再加熱工作流體驅動熱機，來產生機械能或是電能。工作流體一般是水，配合蒸汽渦輪發動機，不過有些設計也會用氦氣或液態金屬為工作流體。研究用核反應堆製造中子，可以用在許多領域，而核裂變產生的熱會視為不可用的廢熱。中子增殖反應爐是特別的研究用核反應堆，要處理的就是燃料本身，是238U和235U的混合物。
若要進一步的了解臨界核反應堆的物理及操作方式，請參考核反應堆物理，若要進一步的了解在社會、政治及環境的層面的觀點，請參考核子動力。

### 原子彈

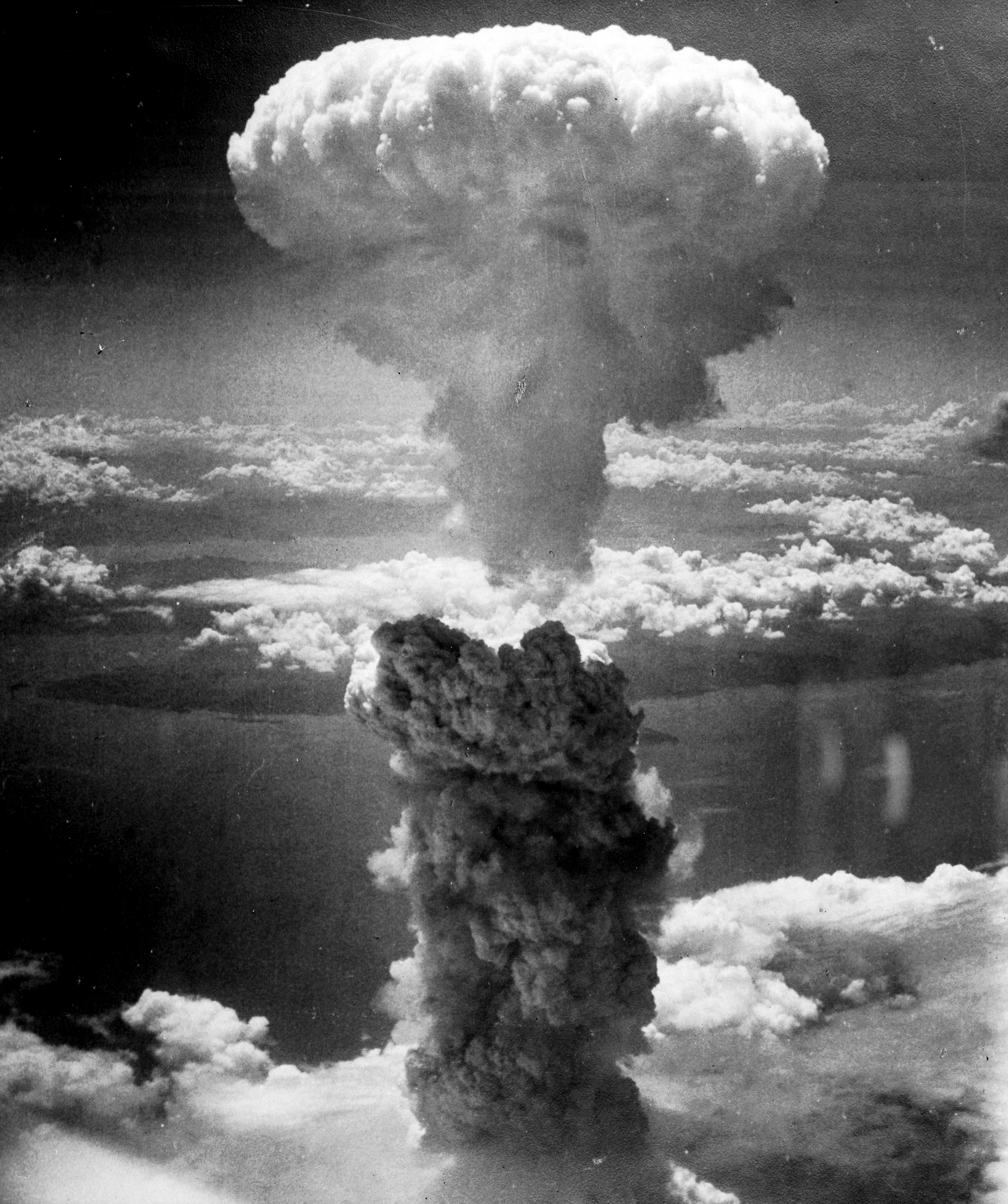
1945年長崎原子彈爆炸時，在震源出現的蘑菇雲，往上高達18 km。這次轟炸造成至少六萬人的死亡

原子彈是核武器的一種，是利用核裂变的能量來進行破壞的武器。原子彈是特殊設計的核反應堆，要在原子彈因本身釋放能量而爆炸之前，儘快將大量的能量釋放出來。早期研究核裂变的一個目的就是為了發展原子彈。美國的曼哈頓計劃集合了早期研究核裂变鏈反應的許多科研成果，進行了三位一體核試，並在1945年8月在日本廣島及長崎投放了小男孩及胖子二顆原子彈
。
就算是第一次的原子彈，其爆炸威力也比等重的化學炸藥多了數千倍。例如，小男孩原子彈的重量約4噸，其中60公斤是核燃料，約3.4公尺長，其爆炸威力相當於15000噸的TNT，摧毀廣島市大部份的建築。現代的核武器（包括氫彈等）比第一代等重的純核裂变武器破壞力又多了數百倍（參見核武器当量），因此現代的核导弹弹头只有小男孩核燃料重量的1/8（例如W88），TNT當量為475,000 噸，可摧毀比城市大十倍的區域。
原子彈和受控的核反應堆其核裂变鏈反應的物理基礎是相同的，但在工程設計上有很大的不同，原子彈的目的是一次釋放其所有的能量，而核反應堆會希望持續的釋放能量。若是核反應堆過熱，產生堆芯熔毀及蒸汽爆炸，因為核反應堆濃縮鈾的濃度比原子彈低很多，因此不可能像原子彈爆炸一樣造成大型的破壞。
現行技術要從原子彈中提取有用的能量仍非常困難，原因在於燃料濃度差距過於巨大，現階段將核子武器的高濃度武器等級燃料（~95%）稀釋為民用等級（3~10%）並不符合經濟效益。對於直接利用核子武器本身獲取能量較為人所知的方式有二：
一、美軍冷戰時期大多數核子動力潛艦及核子動力航空母艦反應爐為提高燃料更換週期，因此使用退役核子彈頭所使用的高濃縮鈾作為反應爐燃料棒（A4W、S6G、S8G、A1B、S9G，93.5%），美國海軍於1992年關閉了朴次茅茲的濃縮鈾提煉工廠。  
**此處應注意**
1.不同國家所採用的反應爐設計及燃料濃度皆有差異，法國為之中特例，其全系列艦用反應爐皆使用3~10%低純度濃縮鈾。
2.即使濃度已達武器等級，但由於臨界值量、臨界外型及燃料配方皆與核子武器的設計不同，亦缺乏誘爆機制，因此仍無法產生核子武器不受控分裂反應的效果。
二、火箭推進系統Orion，計劃在太空船後面加上大量的保護及屏蔽，然後在太空船的後面引爆原子彈。
核武器在軍事戰略上的重要性也造成核裂变的技術有高度的政治敏感度。在工程觀點來看，現行的原子彈還算簡單。但核燃料難以取得是大部份國家無法製造原子彈的原因，只有少數的現代工業國家才有核燃料，而且有特別的計劃來製造核燃料（參照濃縮鈾及核燃料循环）。

## 歷史
核裂变是在1938年在威廉皇帝化學学会的建築物中發現的（現今的柏林自由大学內），當時放射性科學的研究以及描述原子內部的原子核物理学已進行了快五十年。欧内斯特·卢瑟福在1911年提出了原子模型（拉塞福模型），其中有體積很小、高密度且帶正電的核子，其中包含許多質子（當時還沒發現中子），周圍有許多在軌道上運動，帶有負電的電子。。尼尔斯·玻尔1913年在此為基礎，再加入電子的量子特性（波耳模型）。而亨利·貝克勒、瑪麗·居禮及皮埃爾·居禮的研究以及卢瑟福進一步的研究指出，雖然原子核的束縛力強，但雖然會有不同形式的核衰變（像α衰變會放出α粒子，也就是氦原子核，其中有二個中子和二個質子），之後嬗变為其他元素。
科學家當時已對核衰变進行一些研究。卢瑟福在1917年利用α粒子撞擊，將氮原子衰变為氧原子:
{\displaystyle \mathrm {^{14}_{\ 7}N\ +_{\ 2}^{\ 4}He{\xrightarrow[{}]{}}\ _{\ 8}^{17}O\ +_{\ 1}^{\ 1}p} }
這是第一次觀測到的核反應，也就是設法讓一個粒子衰變，產生其他粒子。1932年卢瑟福的同事欧内斯特·沃尔顿和約翰·考克饒夫完成了一個完全人工的核反應和核嬗变，利用人工加速的質子撞擊鋰-7，將其撞擊成二個α粒子，這當時稱為「分裂原子」，不過這個和後來重元素的核裂变不同。當時也在研究「結合原子」（即核融合）的可能性。第一個人工的核融合是馬克·歐力峰在1932年開始的，用二個加速的氘原子核（含有一個中子和一個質子）融合為一個氦原子核。
英國科學家詹姆斯·查德威克在1932年發現中子，之後恩里科·費米和他在羅馬的同事在1934年研究用中子撞擊原子序為92的鈾原子。費米認為他們的實驗產生了有93個質子及94個質子的元素，命名為Ausonium及hesperium，不過有些科學家不認同費米下的結論。德國科學家伊达·诺达克在1934年提出質疑，認為產生的不是一個新的，原子序93的元素，而是「原子核被分為數個較大的碎片。。只是當時很少人支持诺达克的論點。
在費米發表後，奧托·哈恩、莉澤·邁特納及弗里茨·施特拉斯曼等人在柏林進行類似的實驗。迈特纳是個奥地利犹太人，因為納粹1938年占領奥地利而失去了身份，迈特纳逃到瑞典，但繼續和哈恩通信。當迈特纳在12月19日收到哈恩的信，有一些化學的證據證實由中子撞擊鈾產生的原子是鋇 ，剛好她的姪子奥托·罗伯特·弗里施也在瑞典。哈恩認為是原子核的爆破，但他不知道有關此結果對應的物理基礎為何。鋇的原子量比鈾少40%，而當時還沒有任何已知的衰變會讓質量有這麼大的變化。弗里施懷疑此結果，但迈特纳相信哈恩在化學上的專業。迈特纳和弗里施正確的詮釋了哈恩實驗的結果，鈾原子核被分為大約兩半。弗里施建議此過程可以稱為「核分裂」，借用生物學中一個細胞分為二個細胞的細胞分裂。
哈恩和施特拉斯曼在1938年12月22日提出了手稿給《自然科学》雜誌，說明他們用中子撞擊鈾，發現了鋇元素。同時他們也將實驗結果寄給在瑞典的迈特纳，迈特纳和弗里施正確的將此結果詮釋為核裂变的證據。弗里施在1939年1月13日確認此aaa實驗。因為證實了由中子撞擊鈾產生的鋇是核裂变的產物，
哈恩獲得了1944年的諾貝爾化學獎，原因是「發現重原子核的核裂变」（此獎項在1945年才給哈恩，因為諾貝爾委員會認為1944年化學獎的提名人都不符合諾貝爾的遺願，此時諾貝爾委員會可以將獎項留到第二年再頒發。）。

## 参見
- 核裂变产物
- 核动力推进
- 核聚变
- 核衰变
- 快速增殖爐
- 核能
- 核武
- 临界质量